# フアン・マヌエル・ガミナラ
フアン・マヌエル・ガミナラ（Juan Manuel Gaminara、1989年5月1日 - ）は、ウルグアイ・モンテビデオ出身のラグビーユニオン選手。

## プロフィール
- ポジションはフランカー(FL)。
- 身長 171cm、体重 95kg
- U20ウルグアイ代表に選ばれたことがある[1]。
- ウルグアイ代表キャップは67（2020年3月現在）。
- 2015W杯[2]・2019W杯のウルグアイ代表に選ばれ、2019W杯の時は主将を務めた[3]。
- 民間の金融会社に勤務している[4]。
- 2019年9月25日に行われた2019W杯ウルグアイ代表対フィジー代表戦において、エスコートキッズとしてガミナラと一緒に入場した青木創太は、ウルグアイ代表を担当することが決まると、参加チームの国歌を覚えるプロジェクト「スクラム・ユニゾン」が公開している動画を見て練習し、試合前に歌うウルグアイの国歌を選手と一緒に斉唱した[5]。国歌斉唱後、ガミナラは「ソータ、グッド」と言いながら、青木創太の頭をなで、試合後には「オー、アミーゴ」と声を掛けた[5]。試合後にガミナラは報道陣に対して自ら「とても驚いたことがあった」と切り出し、「マスコットキッズが、スペイン語で最後まで歌ってくれた。すごくびっくりしたし、本当にうれしかった」「僕と一緒に入場した子どもが国歌を一緒に歌ってくれたんだ。自分の国にいるように感じた。日本の皆さんに感謝したい」と述べ、「ありがとう」と日本語でお礼した[5][6]。2019W杯公式Twitterは「素晴らしい瞬間」として、ウルグアイ代表の選手が青木創太と肩を組んで国歌を歌い、斉唱後に青木創太の頭をなでて敬意を表する姿を紹介した[6]。